# Степан Вдовиченко
Степан Вдовиченко (*д/н —бл. 1672) — український політичний та військовий діяч, наказний гетьман у 1668 році, кошовий отаман Війська Запорізького і польовий гетьман у 1672 році.

## Життєпис
За деякими відомостями народився у Харкові. Здобув освіту, де саме невідомо. У 1660-х роках перебував на Запорізькій Січі. У 1668 році обирається військовим писарем. Того ж року після повалення і загибелі гетьмана Івана Брюховецького, запорожці оголосили Вдовиченка наказним гетьманом. При цьому кошовий Іван Білковський і далі займався справами коша, а Вдовиченко цілковито зосередився на утвердженні свого гетьманства.
У вересні на Січ до гетьмана прибули посли кримського хана Аділь Ґерая, з яким укладено союзний договір, відповідно до якого козаки зобов'язалися не нападати на татарські улуси, а натомість Вдовиченко отримував в допомогу орду у 80 тис. вояків. Щоб якось залагодити цей конфлікт, Вдовиченко звернувся до гетьмана Петра Дорошенка з листом, в якому пропонував провести на Запоріжжі Чорну раду щодо обрання єдиного гетьмана України. Дорошенко відмовився прибути на Січ, відступивши до Чигирина.
Вважаючи, що дипломатичні засоби вичерпано, запорожці і татари здійснили похід на Гетьманщину, силою підкорюючи собі сотенні та полкові міста і села. Намагаючись знову натиснути на Дорошенка, гетьман Вдовиченко кілька разів ультимативно вимагав, щоб він зрікся булави, прислав клейноди на Січ і надалі ніколи не називав себе гетьманом, але той відмовився. Після чого Дорошенко поспішив оголосити себе гетьманом по обидва боки Дніпра, тобто гетьманом усієї України, а Дем'яна Многогрішного, полковника свого, залишив на Лівобережжі на посаді наказного Лівобережного гетьмана.
Тоді Вдовиченко самостійно зібрав Чорну раду, але на ній внаслідок інтриг кримського хана та козацької старшини, гетьманом обрано Петра Суховія. Зрозумівши, що протистояти всім одразу: і Дорошенкові, й Суховію, і кримському хану він не може, тим паче, що влади його позбавлено згідно зі звичаєм, Степан Вдовиченко відмовився від подальшої боротьби за гетьманські клейноди і повернувся до обов'язків генерального писаря Війська Запорізького.
Відсторонений від булави, у 1669 році він подався в мандри, але потрапив до рук воєводи Ромодановського, який піддав його тортурам за антимосковські дії на посаді гетьмана і, напевне, збирався або стратити, або схилити на свій бік. Проте Вдовиченку вдалося вирватись на волю.
У 1672 році Вдовиченко закликав до більш активних дій проти кримських татар, проте кошовий отаман Євсевій Шашол наполягав на ретельній підготовці походу. Агітація Вдовиченка подіяла — Шашола було відсторонено від посади, а Вдовиченка обрано кошовим отаманом і польовим гетьманом. Зібравши близько 9 тис. вояків він рушив до Перекопу. Тут не виявив жодного військового хисту, в результаті чого запорожці зазнали відчутної поразки, залишки їх врятував Лук'ян Андріїв, якого обрано кошовим отаманом.
Степан Вдовиченко втік до Лівобережної України. Тут козаки, що підпорядковувалися гетьману Івану Самойловичу, заарештували Вдовиченка та віддали на суд гетьмана. Останній передав того князю Ромодановському. Незабаром Вдовиченка було вбито або страчено.